# Пердікка II
Пердікка II (грец. Περδίκκας) — цар Македонії у 454-413 до н. е.. Був учасником Пелопоннеської війни.

## Життєпис
Походив з династії Аргеадів. Син царя Олександра I. Посів трон після смерті батька 454 року до н. е. Разом з тим рішенням Олександра I Македонія виявилася розділеною на декілько частин між Пердіккою II та його братами Філіпом (землі на Аксіі з містами Ідоменей, Гортіне і Аталантою), Алькетом II. Згідно угоди між Македонією і Афінами щодо постачання деревини Пердікка II стоїть на першому місці, а Алькет II на другому. Відповідно останній не був старшим братом, як тривалий час вважалося. Проте території й повноваження Пердіки і Алькета дотепер є дискусійним.
Невдовзі Пердікка II почав війну з братами. Спочатку вигнав Філіпа з його земель. Той втік до Сіталка, царя одрисів. Згідно Платону, Пердікка «позбавив влади» Алькета II. З цих слів не цілком ясно, чи йде мова про царський титул або володіння. Це сталося близько 448 року до н.е. Згодом Алькета II було вбито.
За свідченням Фукідіда. Пердікка II був спочатку союзником афінян, а потім посварився з ними через те, що вони уклали союз з його братом Філіпом, одриським царем Сітаклом і елімейським правителем Дердою I з Верхньої Македонії. У відповідь спровокував повстання афінських колоній на півострові Халкидика, зокрема Потідею, що стало одним з приводів Пелопоннеської війни.

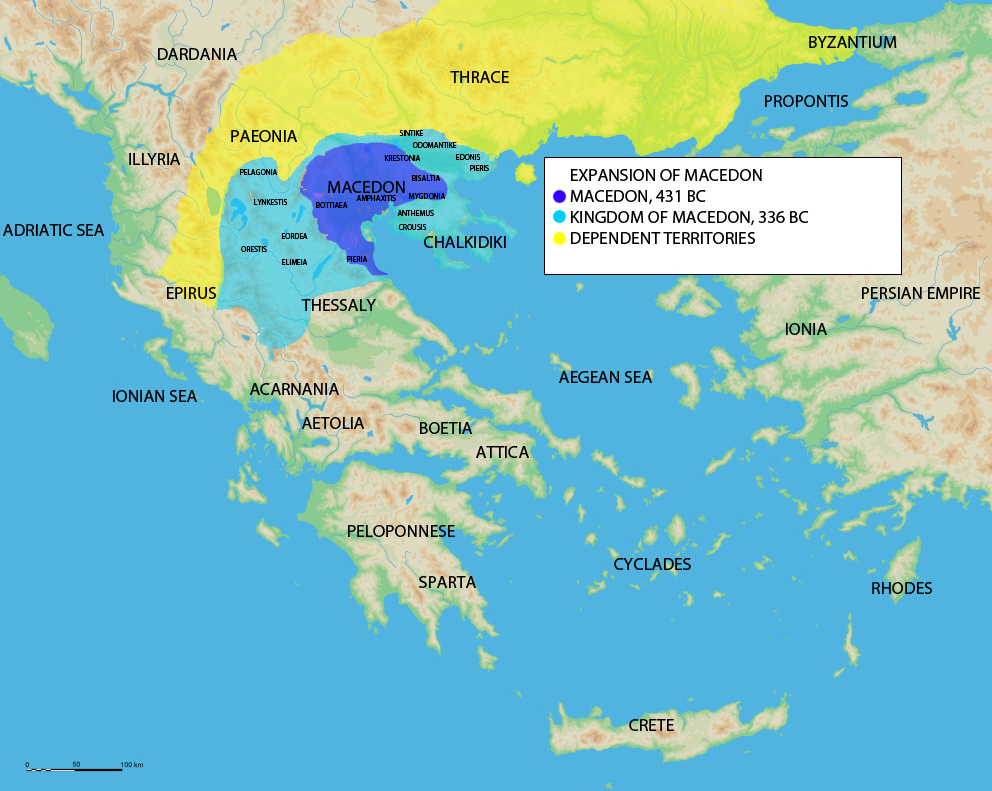
Македонія часів Пердікки II (позначено темно-синім кольором)

Під час Пелопоннеської війни Пердікка II неодноразово мирився з афінянами, але потім знову вступав з ними у війну, коли це входило в його плани. Спочатку афінське військо висадилося в Халкидиці, після чого захопило македонське місто Ферма. За цим рушили до Підни, яку взяли в облогу. Ситуація для македонського царя стала загрозливою. Але в цей час надійшла звістка, що Коринф, член Пелопоннеського союзу, відправив до Потідею підкріплення. За цих обставин Афіни відновили союз з Пердіккою II. Але невдовзі останній порушив домовленості, рушивши до Потідеї, сподіваючись розширити свої володіння. 431 року до н. е. Афіни поновили союз з Одриським царством, спрямований проти Македонії.
Зрештою за підтримки афінянина Ніфодора вдалося укласти мир з Афінами та одрисами. Перші розірвали домовленості з Філіпом, братом Пердікки, а цар Одриської держави надав допомогу македонському цареві у війні проти міст Халкідикського союзу. 429 року до н. е. Пердікка II відправив військо на допомогу спартанцям, що діяли в Акарнанії. У відповідь одриський цар Сіталк в союзі з афінянами вдерся до Македонії. Для припинення війни Пердікка II у 429/428 році до н. е. домовився про шлюб сестри Стратоніки з одриським царем Севтом I, чим захистив кордон на сході.
424 року до н. е. знову пеерйшов на бік Спарти, військам якої допоміг захопити Амфіполь. У відповідь спартанський стратег Брасід рушив спільно з Пердіккою проти Аррабея, царя лінкестиди (Північна Македонія). Втім під час кампанії іллірійці атакували військо македонського царя, яке почало втікати. Тому гопліти спартанського полководця Брасіда, розлючені втечею війська Пердікки II, перебили частину македонян і розграбували їх майно. У відповідь 423 року до н. е. Пердікка II поновив союз з Афінами.
417 року до н. е. поновив союз із Спартою. 413 році до н. е. вкотре перейшов на бік Афін, яким надав допомогу під час походу на Амфіполь. Помер того ж року. Йому спадкувал син Архелай I.

## Родина
1. Дружина — Сіміха (Симахе)
Діти:
- Архелай, цар Македонії

2. Дружина — Клеопатра
Діти:
- Аероп